# スプリングマン (劇団)
スプリングマン（SPRINGMAN）とは、澁谷光平（words&arts）・河嶋浩介（smooth movie）・井手昭仁（actor） からなる3pieceユニットである。 
澁谷光平が織り成す現実的で叙情的な作風が持ち味。ミクロな設定で起きる人間の感情の変化、人間同士の関係の変化に重点を置き、オフビートな空気で物語は進んでいく。 日常をそのまま切り抜いたような世界観の中に、些細な問題や、心の距離間を丁寧に描く。
また、脚本・演出の澁谷光平は福圓美里・松崎亜希子主宰のクロジ (劇団)の「僕の愛した冒険」等、外部作品の提供も行っている。
キャッチコピーは、『Ｆｒｏｍ Ｍｉｃｒｏ Ｔｏ Ｍａｃｒｏ』。

## 公演

### 自主公演
- 光（2007年）
- AIR（2007年）
- HIKARI（2008年）
- REVIVE（2009年）
- この街の冬（2010年）下北沢OFFOFFシアター
- ワンダーランド（2011年1月6日～9日）下北沢OFF・OFFシアター
- 雨とマッシュルーム（2011年11月25日～27日）劇場MOMO
- 弁当屋の四兄弟（2013年8月14日～18日）下北沢OFF・OFFシアター
- どんまい、椿夫人。（2014年10月17日～19日）TACCS1179
- 不滅の恋人（2016年8月17日～21日）下北沢OFF・OFFシアター
- 弁当屋の四兄弟 平成二十九年版（2017年4月）シアター711
- 桜田ファミリー物語（2019年7月）テアトルBONBON
- 弁当屋の四兄弟（2020年1月）吉祥寺シアター
- 青春にはほど遠い（2021年3月予定）すみだパークシアター倉

### 外部公演
- 僕の愛した冒険（2008年）クロジ (劇団)　新宿シアターモリエール

### ゲスト出演者
- 若林直美
- 藤波瞬平
- 小澤雄志
- 仁後亜由美
- 武藤啓太
- 苗村大祐
- 波多野和俊
- 市来光弘
- あきやまかおる
- 鳥島明（はえぎわ）
- さかいかな
- 清水愛
- イワゴウサトシ
- 狩野俊哉
- 鵜殿麻由
- 徳永愛
- 松田陸
- 八代進一（花組芝居）
- 矢治美由紀（俳協）
- 川西ゆうこ
- 日南田顕久
- 山木透
- 美藤大樹
- 狩野翔
- 浦尾岳大
- 釜山甲太郎
- 竹下健人（劇団Patch）
- 関修人
- 久保優二
- 木村はるか
- 大竹ココ
- 小林大紀
- 鈴木勝大

（順不同）